# Thunder 50手槍
Thunder 50是由美國三重武器公司（Triple Action, LLC）生產的一種單發手槍，此槍發射白朗寧M2重機槍相同的.50 BMG子彈。其首度公開是在2004年的SHOT Show。

## 概述
Thunder 50是一種後膛裝填的大口徑單發手槍，由於.50 BMG槍彈的後座力過於強大，所以槍口上附有一個高效的槍口補償裝置以協助射手降低部份後座力，儘管此槍的實用性並不高，其獨特的設計卻為觀看者帶來了深刻的印象。但由於此槍欠缺市場，所以不久便停產，最後連三重武器公司也倒閉了。

## 外部連結
- 槍炮世界（页面存档备份，存于）